# Сарнівка (Коростенський район)
Са́рнівка (до 05.08.1960 року Серениче) — село в Україні, в Коростенському районі Житомирської області. Входить до складу Олевської міської громади. Населення становить 256 осіб.

## Географія
Село розташоване на правому березі річки Кам'янки

## Населення
Згідно з переписом УРСР 1989 року чисельність наявного населення села становила 318 осіб, з яких 147 чоловіків та 171 жінка.
За переписом населення України 2001 року в селі мешкало 255 осіб.

### Мова
Розподіл населення за рідною мовою за даними перепису 2001 року:
| Мова       | Відсоток |
| ---------- | -------- |
| українська | 98,83 %  |
| білоруська | 0,78 %   |
| російська  | 0,39 %   |